# Route de l'espace

Plan du Centre spatial guyanais avec la route de l'espace.

La route de l'espace est une route goudronnée du réseau routier de Guyane qui dessert les différents ensembles de lancement du Centre spatial guyanais, entre Kourou et Sinnamary, en Guyane (France).
Elle faisait partie de la route nationale 1 de Guyane qui suivait le littoral de Cayenne à Saint-Laurent-du-Maroni en passant par Kourou. Puis la RN1 a été déviée pour contourner le Centre spatial par le sud. La route de l'espace est désormais fermée au public et réservée aux activités du Centre spatial.
D'une longueur d'environ 100 kilomètres, elle est spécialement aménagée et sécurisée pour supporter le poids et l'envergure de morceaux de fusées, notamment du programme Ariane. Historiquement, c'est l'ancienne route des bagnards.
Le marathon de l'espace s'y déroule et certaines étapes du tour cycliste de Guyane s'y sont déroulées.